# ۵ صفر
۵ صفر، پنجمین روز از ماه صفر در تقویم هجری قمری است.
در تقویم هجری قمری قراردادی این روز سی و پنجمین روز سال است.